# Natação no Campeonato Mundial de Esportes Aquáticos de 2011 - 50 m borboleta masculino
A prova dos 50 metros nado borboleta masculino da natação no Campeonato Mundial de Esportes Aquáticos de 2011 ocorreu nos dias 24 de julho e 25 de julho no Shanghai Oriental Sports Center  em Xangai.

## Recordes
Antes desta competição, os recordes mundiais e do campeonato nesta prova eram os seguintes:
| Tipo                  | Atleta        | Tempo | Local  | Data                |
| --------------------- | ------------- | ----- | ------ | ------------------- |
|                       | Rafael Muñoz  | 22,43 | Málaga | 5 de abril de 2009  |
| Recorde do campeonato | Milorad Čavić | 22,67 | Roma   | 27 de julho de 2009 |

## Medalhistas
| Ouro              | Prata                 | Bronze              |
| César Cielo (BRA) | Matthew Targett (AUS) | Geoff Huegill (AUS) |

## Resultados

### Eliminatórias
56 nadadores  de 52 nações participaram da prova. Os 16 melhores competidores se classificaram para as semifinais.
| Pos. | Bateria | Raia | Nadador              | Nacionalidade | Tempo | Notas     |
| ---- | ------- | ---- | -------------------- | ------------- | ----- | --------- |
| 1    | 7       | 4    | César Cielo          | Brasil        | 23,26 | Q         |
| 2    | 6       | 4    | Geoff Huegill        | Austrália     | 23,27 | Q         |
| 3    | 5       | 6    | Florent Manaudou     | França        | 23,31 | Q         |
| 4    | 5       | 5    | Jason Dunford        | Quênia        | 23,48 | Q         |
| 5    | 6       | 5    | Steffen Deibler      | Alemanha      | 23,50 | Q         |
| 6    | 7       | 7    | Ivan Lenđer          | Sérvia        | 23,51 | Q         |
| 7    | 6       | 8    | Konrad Czerniak      | Polónia       | 23,52 | Q,        |
| 8    | 5       | 4    | Matthew Targett      | Austrália     | 23,53 | Q         |
| 9    | 6       | 3    | Andriy Govorov       | Ucrânia       | 23,63 | Q         |
| 10   | 7       | 3    | Roland Schoeman      | África do Sul | 23,64 | Q         |
| 11   | 6       | 6    | Francois Heersbrandt | Bélgica       | 23,73 | Q         |
| 12   | 5       | 2    | Milorad Čavić        | Sérvia        | 23,76 | Q         |
| 13   | 7       | 8    | Benjamin Hockin      | Paraguai      | 23,82 | Q         |
| 14   | 7       | 5    | Frederick Bousquet   | França        | 23,84 | Q         |
| 15   | 5       | 8    | Antony James         | Reino Unido   | 23,94 | Q         |
| 16   | 7       | 2    | Joeri Verlinden      | Países Baixos | 23,96 | desempate |
| 16   | 7       | 1    | Nikita Konovalov     | Rússia        | 23,96 | desempate |
| 18   | 6       | 7    | Octavio Alesi        | Venezuela     | 23,99 |           |
| 19   | 4       | 4    | Peter Mankoč         | Eslovênia     | 24,01 |           |
| 20   | 7       | 6    | Mario Todorović      | Croácia       | 24,05 |           |

| Ver o restante da classificação | Ver o restante da classificação | Ver o restante da classificação | Ver o restante da classificação | Ver o restante da classificação | Ver o restante da classificação | Ver o restante da classificação |
| Pos.                            | Bateria                         | Raia                            | Nadador                         | Nacionalidade                   | Tempo                           | Notas                           |
| ------------------------------- | ------------------------------- | ------------------------------- | ------------------------------- | ------------------------------- | ------------------------------- | ------------------------------- |
| 21                              | 5                               | 1                               | Yauheni Tsurkin                 | Bielorrússia                    | 24,09                           |                                 |
| 22                              | 4                               | 2                               | Yeugeniy Lazuka                 | Azerbaijão                      | 24,14                           |                                 |
| 23                              | 4                               | 3                               | Marco Belotti                   | Itália                          | 24,19                           |                                 |
| 23                              | 5                               | 3                               | Cullen Jones                    | Estados Unidos                  | 24,19                           |                                 |
| 25                              | 6                               | 1                               | Ryan Pini                       | Papua-Nova Guiné                | 24,26                           |                                 |
| 26                              | 4                               | 1                               | Joseph Bartoch                  | Canadá                          | 24,29                           |                                 |
| 27                              | 6                               | 2                               | Zhou Jiawei                     | China                           | 24,33                           |                                 |
| 28                              | 5                               | 7                               | Elvis Burrows                   | Bahamas                         | 24,35                           |                                 |
| 29                              | 4                               | 8                               | Joshua McLeod                   | Trinidad e Tobago               | 24,41                           |                                 |
| 30                              | 4                               | 5                               | Daniel Bell                     | Nova Zelândia                   | 24,43                           |                                 |
| 31                              | 4                               | 6                               | Michal Rubacek                  | Chéquia                         | 24,59                           |                                 |
| 32                              | 4                               | 7                               | Virdhaval Vikram Khade          | Índia                           | 24,65                           |                                 |
| 33                              | 3                               | 6                               | Marcelino Richaards             | Suriname                        | 25,36                           |                                 |
| 34                              | 3                               | 5                               | Serghei Golban                  | Moldávia                        | 25,37                           |                                 |
| 35                              | 3                               | 4                               | Yellow Yeiyah                   | Nigéria                         | 25,41                           |                                 |
| 36                              | 3                               | 8                               | Ifalemi Paea                    | Tonga                           | 25,50                           |                                 |
| 37                              | 3                               | 7                               | Andrew Chetcuti                 | Malta                           | 25,54                           |                                 |
| 38                              | 2                               | 4                               | Javier Hernandez                | Honduras                        | 26,05                           |                                 |
| 39                              | 3                               | 2                               | Joao Matias                     | Angola                          | 26,06                           |                                 |
| 40                              | 3                               | 1                               | Obaid Al Jasmi                  | Emirados Árabes Unidos          | 26,20                           |                                 |
| 41                              | 3                               | 3                               | Rami Anis                       | Síria                           | 26,22                           |                                 |
| 42                              | 1                               | 3                               | Iohanad Dheyaa                  | Iraque                          | 27,51                           |                                 |
| 43                              | 2                               | 5                               | Mark Thompson                   | Zâmbia                          | 28,90                           |                                 |
| 44                              | 1                               | 1                               | Mohamed Abdelrawf Mahmoud       | Sudão                           | 29,02                           |                                 |
| 45                              | 2                               | 3                               | John Kamyuka                    | Botswana                        | 29,03                           |                                 |
| 46                              | 2                               | 2                               | Conrad Gaira                    | Uganda                          | 29,36                           |                                 |
| 47                              | 2                               | 6                               | Fiseha Hailu                    | Etiópia                         | 29,58                           |                                 |
| 48                              | 1                               | 6                               | Khalid Ismaeel Alibaba          | Bahrein                         | 29,95                           |                                 |
| 49                              | 1                               | 4                               | Inayath Hassan                  | Maldivas                        | 30,03                           |                                 |
| 50                              | 2                               | 7                               | Tolga Akcayli                   | São Vicente e Granadinas        | 30,05                           |                                 |
| 51                              | 1                               | 2                               | Dionisio Augustine II           | Estados Federados da Micronésia | 30,59                           |                                 |
| 52                              | 2                               | 1                               | Chingizov Alisher               | Tajiquistão                     | 30,64                           |                                 |
| 53                              | 2                               | 8                               | Wei Ching Maou                  | Samoa Americana                 | 31,29                           |                                 |
| 54                              | 1                               | 7                               | Kyle Zreibe                     | Antígua e Barbuda               | 36,25                           |                                 |
| 55                              | 1                               | 8                               | Abd Mohamed Mahmoud             | Sudão                           |                                 | DNS                             |
| 56                              | 1                               | 5                               | Amer Ali                        | Iraque                          |                                 | DSQ                             |

#### Desempate
| Pos. | Raia | Nadador          | Nacionalidade | Tempo | Notas |
| ---- | ---- | ---------------- | ------------- | ----- | ----- |
| 1    | 4    | Joeri Verlinden  | Países Baixos | 23,77 | Q     |
| 2    | 5    | Nikita Konovalov | Rússia        | 23,84 |       |

### Semifinal
Estes são os resultados das semifinais.

#### Semifinal 1
| Pos. | Raia | Nadador            | Nacionalidade | Tempo | Notas |
| ---- | ---- | ------------------ | ------------- | ----- | ----- |
| 1    | 4    | Geoff Huegill      | Austrália     | 23,26 | Q     |
| 2    | 5    | Jason Dunford      | Quênia        | 23,34 | Q     |
| 3    | 6    | Matthew Targett    | Austrália     | 23,41 | Q     |
| 4    | 1    | Frederick Bousquet | França        | 23,42 | Q     |
| 5    | 2    | Roland Schoeman    | África do Sul | 23,48 |       |
| 6    | 3    | Ivan Lenđer        | Sérvia        | 23,54 |       |
| 7    | 7    | Milorad Čavić      | Sérvia        | 23,59 |       |
| 8    | 8    | Joeri Verlinden    | Países Baixos | 23,73 |       |

#### Semifinal 2
| Pos. | Raia | Nadador              | Nacionalidade | Tempo | Notas            |
| ---- | ---- | -------------------- | ------------- | ----- | ---------------- |
| 1    | 4    | César Cielo          | Brasil        | 23,19 | Q                |
| 2    | 5    | Florent Manaudou     | França        | 23,32 | Q                |
| 3    | 2    | Andriy Govorov       | Ucrânia       | 23,39 | Q                |
| 3    | 3    | Steffen Deibler      | Alemanha      | 23,39 | Q                |
| 5    | 6    | Konrad Czerniak      | Polónia       | 23,48 | Recorde nacional |
| 6    | 7    | Francois Heersbrandt | Bélgica       | 23,68 |                  |
| 7    | 8    | Antony James         | Reino Unido   | 23,74 |                  |
| 8    | 1    | Benjamin Hockin      | Paraguai      | 23,95 |                  |

### Final
Estes são os resultados da final.
| Pos.              | Raia | Nadador            | Nacionalidade | Tempo | Notas |
| ----------------- | ---- | ------------------ | ------------- | ----- | ----- |
| Medalha de ouro   | 4    | César Cielo        | Brasil        | 23,10 |       |
| Medalha de prata  | 1    | Matthew Targett    | Austrália     | 23,28 |       |
| Medalha de bronze | 5    | Geoff Huegill      | Austrália     | 23,35 |       |
| 4                 | 8    | Frederick Bousquet | França        | 23,38 |       |
| 5                 | 3    | Florent Manaudou   | França        | 23,49 |       |
| 6                 | 2    | Steffen Deibler    | Alemanha      | 23,55 |       |
| 7                 | 6    | Jason Dunford      | Quênia        | 23,60 |       |
| 8                 | 7    | Andriy Govorov     | Ucrânia       | 23,64 |       |

Legenda
| Recorde mundial       | Recorde mundial (World record)               |                       | Recorde africano                      | Recorde africano (African) |                                           | Q | Classificado por posição (Qualified) |
| Recorde do campeonato | Recorde do campeonato (Championship record)  | Recorde da América    | Recorde da América (Americas)         | q                          | Classificado por melhor tempo (Qualified) |   |                                      |
| Melhor marca do ano   | Melhor marca do ano (World leading)          | Recorde asiático      | Recorde asiático (Asian)              | DNS                        | Não largou (Did not start)                |   |                                      |
| Recorde nacional      | Recorde nacional (National record)           | Recorde europeu       | Recorde europeu (European)            | DNF                        | Não terminou (Did not finish)             |   |                                      |
| Recorde pessoal       | Recorde pessoal do atleta (Personal best)    | Recorde da Oceania    | Recorde da Oceania (Oceania)          | DSQ / DQ                   | Desclassificado (Disqualified)            |   |                                      |
| Recorde da temporada  | Recorde da temporada do atleta (Season best) | Recorde sul-americano | Recorde sul-americano (South America) | NM                         | Sem marca (No mark)                       |   |                                      |